# Beniamino Abate
Beniamino Abate (San Martino Valle Caudina, 10 april 1962) is een Italiaans voormalig voetballer die speelde als doelman. Hij is de vader van Ignazio Abate die 2009 tot 2019 voor AC Milan speelde. In die tijd verzamelde hij meer dan 300 wedstrijden voor de Italiaanse grootmacht.

## Carrière
Abate speelde gedurende zijn carrière voor meerdere Italiaanse clubs in de Serie B maar speelde ook 67 matchen in de Serie A.